# Stefan Walter
Stefan Walter (n. 5 octombrie 1891, Soroca, gubernia Basarabia, Imperiul Rus – d. 4 octombrie 1920, Varșovia, Polonia) a fost un militar (maior) polonez, participant la Primul Război Mondial, Războiul Polono-Ucrainean și Războiul Polono-Sovietic.

## Biografie
S-a născut în orașul Soroca din același ținut, Basarabia, Imperiul Rus (actualmente în Republica Moldova). În timpul Primei Conflagrații Mondiale, a fost ofițer în armata țaristă. În 1918, s-a alăturat unităților poloneze din Kuban și a preluat comanda Regimentului 14 polonez de Puști din Divizia a 4-a a generalului Lucjan Żeligowski. În iunie 1919, s-a întors cu divizia prin România în Polonia, sprijinind trupele poloneze care luptau cu ucrainenii.
La 1 iulie 1919, în timpul războiului cu bolșevicii, a preluat comanda Regimentului 29 de Puști (Kaniowski), care opera în secțiunea nordică a frontului de est. La 5 februarie 1920, el s-a distins în timpul unei șarje la stația Borkowicze. A devenit cunoscut în lupta de la Jazno din 18 iunie 1920 și în timpul retragerii trupelor poloneze din Auty și Berezyna. Ca comandant s-a dovedit a fi un comandant exigent și o persoană curajoasă.
La 15 august 1920, a fost grav rănit în timp ce conducea prima companie a regimentului său pentru a ataca poziția Mokra în timpul bătăliei de la Varșovia. Potrivit rapoartelor, rănirea comandantului a declanșat o dorință de răzbunare în subordonații săi și a accelerat atacul. Ca urmare a rănilor sale, a murit la 4 octombrie 1920 la Spitalul Ujazdowski din Varșovia.
A fost înmormântat la cimitirul militar Majków din Kalisz. La 3 noiembrie 1924, un monument a fost dezvăluit la mormântul maiorului Stefan Walter, finanțat de ofițeri și soldați ai Regimentului 29 de Puști.

## Distincții
- Ordinul Virtuti Militari (1922, postum)[1]